# Австралия на «Евровидении»
Австралия впервые приняла участие в конкурсе песни Евровидение на правах полноценного участника в 2015 году, таким образом став второй страной, не находящейся в Евразии и принявшей участие в «Евровидении» (первой было Марокко в 1980 году).
Такое решение огласил ЕВС 10 февраля 2015 года. Тогда страна получила прямую путёвку в финал, а её приглашение объяснялось юбилеем конкурса и его большой популярностью в Австралии. Однако уже в 2016 году Австралия продолжила участие в конкурсе на регулярной основе. Лучшим результатом для страны стало второе место в 2016 году, а худшим является невыход в финал в 2021 году. Всего за 7 участий в конкурсе, Австралия получила 1388 баллов в финале и 1234 балла — в полуфинале. С 2020 года Австралия не нуждается в приглашении на конкурс до 2023 года. На конкурсе 2021 года Австралия впервые не прошла в финал.

## Участие

### 1983—2014
Австралийский вещатель SBS транслирует Евровидение ежегодно с 1983 года. В Австралии конкурс обрёл большую аудиторию. Первые годы Австралия либо показывала конкурс без комментариев, либо с комментариями британского Би-би-си. C 2001 года (кроме 2002 и 2005—2008) австралийский вещатель назначает собственного комментатора (комментаторов).
С 2010 по 2014 год SBS организовывал для австралийских зрителей собственное телеголосование, результаты которого, разумеется, не объявлялись на самом конкурсе и на финальный результат не влияли.
24 марта 2014 года датский вещатель DR дал разрешение австралийскому вещателю SBS на выступление представителя Австралии в интервал-акте второго полуфинала Евровидения-2014. 25 марта для выступления в качестве гостя программы была выбрана Джессика Маубой. 8 мая 2014 года во втором полуфинале Евровидения Джессика исполнила песню «Sea of Flags». Исполнительница позднее официально представила страну на конкурсе в 2018 году.

### 2015
Организационная группа конкурса Евровидения-2015 со стороны Европейского вещательного союза и Телевизионный комитет ЕВС приняли решение допустить в 60-м юбилейном конкурсе Евровидение участие Австралии в качестве конкурсанта. Представителю Австралии было дано право автоматического прохождения в финал конкурса (вместе со странами «Большой пятёрки» и страной-хозяйкой Австрией), что повысило число финалистов до 27 и общее число участников до 40.
Австралия также получила уникальный шанс проголосовать в обоих полуфиналах и финале конкурса. В настоящее время, несмотря на разницу в часовых поясах, в дополнение к голосованию профессионального жюри прорабатывается возможность введения в Австралии и голосования телезрителей.
Как и любая другая участвующая страна, Австралия имела право до 16 марта выбрать своего представителя на конкурс.

## Участники
Победитель
 Второе место
 Третье место
 Четвертое место
 Пятое место
 Последнее место
 Автоматический проход в финал
 Не прошла в финал
 Не участвовала или была дисквалифицирована
 Несостоявшееся участие
| Год  | Место проведения | Исполнитель        | Язык       | Песня                     | Перевод             | Финал           | Финал           | Полуфинал                    | Полуфинал                    |
| Год  | Место проведения | Исполнитель        | Язык       | Песня                     | Перевод             | Место           | Баллы           | Место                        | Баллы                        |
| ---- | ---------------- | ------------------ | ---------- | ------------------------- | ------------------- | --------------- | --------------- | ---------------------------- | ---------------------------- |
| 2015 | Вена             | Гай Себастьян      | Английский | «Tonight Again»           | «Сегодня снова»     | 5               | 196             | Автоматически прошла в финал | Автоматически прошла в финал |
| 2016 | Стокгольм        | Дами Им            | Английский | «Sound of Silence»        | «Звук тишины»       | 2               | 511             | 1                            | 330                          |
| 2017 | Киев             | Исайя              | Английский | «Don’t Come Easy»         | «Даётся нелегко»    | 9               | 173             | 6                            | 160                          |
| 2018 | Лиссабон         | Джессика Маубой    | Английский | «We Got Love»             | «У нас есть любовь» | 20              | 99              | 4                            | 212                          |
| 2019 | Тель-Авив        | Кейт Миллер-Хайдке | Английский | «Zero Gravity»            | «Невесомость»       | 9               | 284             | 1                            | 261                          |
| 2020 | Роттердам        | Монтень            | Английский | «Don’t Break Me»          | «Не ломай меня»     | Конкурс отменён | Конкурс отменён | Конкурс отменён              | Конкурс отменён              |
| 2021 | Роттердам        | Монтень            | Английский | «Technicolour»            | «Разноцветна»       | Не прошла       | Не прошла       | 14                           | 28                           |
| 2022 | Турин            | Шелдон Райли       | Английский | «Not the Same»            | «Не такой, как все» | 15              | 125             | 2                            | 243                          |
| 2023 | Ливерпуль        | Voyager            | Английский | «Promise»                 | «Обещай»            | 9               | 151             | 1                            | 149                          |
| 2024 | Мальмё           | Electric Fields    | Английский | «One Milkali (One Blood)» | «Одна кровь»        | Не прошли       | Не прошли       | 11                           | 41                           |
| 2025 | Базель           | Go-Jo              | Английский | «Milkshake man»           | «Человек Милкшейк»  | Не прошёл       | Не прошёл       | 11                           | 41                           |

## Прочие награды

### Награда Марселя Безансона
Организация Générale des Amateurs de l’Eurovision (более известная как OGAE) является международной организацией, которая была основана в 1984 году в Финляндии. Организация представляет собой сеть из более чем 40 фан-клубов по всей Европе и за её пределами, и является неправительственной, неполитической и некоммерческой компанией. Ежегодной традицией OGAE стало голосование до главного музыкального конкурса «Евровидение», что позволило участникам из более чем 40 клубов голосовать за их любимые песни.
| Год  | Место проведения | Номинация         | Исполнитель        | Песня              | Композитор(ы)                                      |
| ---- | ---------------- | ----------------- | ------------------ | ------------------ | -------------------------------------------------- |
| 2016 | Стокгольм        | Лучший композитор | Дами Им            | «Sound of Silence» | Энтони Эгизий, Дэвид Мусумечи                      |
| 2019 | Тель-Авив        | Лучший артист     | Кейт Миллер-Хайдке | «Zero Gravity»     | Кейт Миллер-Хайдке, Кейр Наттол, Джулиан Гамильтон |

### OGAE
Organisation Générale des Amateurs de l’Eurovision (более известная как OGAE) является международной организацией, основанной в 1984 году в Финляндии. Организация представляет собой сеть из более чем 40 фан-клубов по всей Европе и за её пределами и является неправительственной, неполитической и некоммерческой компанией. Ежегодной традицией OGAE стало то, что голосование длится до главного музыкального конкурса «Евровидение», что позволяет участникам из фан-клубов проголосовать за свои любимые песни.
| Год  | Место проведения | Номинация         | Исполнитель | Песня              | Результат |
| ---- | ---------------- | ----------------- | ----------- | ------------------ | --------- |
| 2016 | Стокгольм        | Лучший композитор | Дами Им     | «Sound of Silence» | 280       |

## Голосование
Ниже представлены ТОП-10 стран по голованию на момент окончания конкурса 2025 года. При одинаковом количестве баллов страны следуют друг за другом на основании наивысших полученных баллов.
| 1  | Швеция   | 76 | Польша    | 83 |
| 2  | Израиль  | 57 | Бельгия   | 72 |
| 3  | Кипр     | 48 | Израиль   | 60 |
| 4  | Бельгия  | 43 | Финляндия | 54 |
| 5  | Мальта   | 43 | Дания     | 53 |
| 6  | Молдова  | 42 | Исландия  | 52 |
| 7  | Литва    | 42 | Швеция    | 51 |
| 8  | Украина  | 39 | Украина   | 50 |
| 9  | Ирландия | 38 | Германия  | 48 |
| 10 | Чехия    | 35 | Латвия    | 46 |

| 1  | Швеция         | 107 | Швеция         | 76 |
| 2  | Израиль        | 59  | Исландия       | 71 |
| 3  | Бельгия        | 54  | Великобритания | 71 |
| 4  | Украина        | 51  | Польша         | 64 |
| 5  | Мальта         | 43  | Финляндия      | 62 |
| 6  | Финляндия      | 43  | Германия       | 58 |
| 7  | Франция        | 41  | Дания          | 54 |
| 8  | Швейцария      | 40  | Молдова        | 51 |
| 9  | Великобритания | 40  | Испания        | 50 |
| 10 | Италия         | 40  | Эстония        | 50 |

## Комментаторы и глашатаи
| Год                                              | Комментаторы финала и полуфиналов                | Глашатаи                                  |
| ------------------------------------------------ | ------------------------------------------------ | ----------------------------------------- |
| Не комментировалось в период с 1983 по 2000 года | Не комментировалось в период с 1983 по 2000 года | Австралия не являлась участником конкурса |
| 2001                                             | Эффи / Мэри Кустас                               | Австралия не являлась участником конкурса |
| Комментирование велось BBC в 2002 году           |                                                  | Австралия не являлась участником конкурса |
| 2003                                             | Дес Манган                                       | Австралия не являлась участником конкурса |
| 2004                                             | Дес Манган                                       | Австралия не являлась участником конкурса |
| Комментирование велось BBC с 2005 по 2008 года   |                                                  | Австралия не являлась участником конкурса |
| 2009                                             | Джулия Земиро и Сэм Панг                         | Австралия не являлась участником конкурса |
| 2010                                             | Джулия Земиро и Сэм Панг                         | Австралия не являлась участником конкурса |
| 2011                                             | Джулия Земиро и Сэм Панг                         | Австралия не являлась участником конкурса |
| 2012                                             | Джулия Земиро и Сэм Панг                         | Австралия не являлась участником конкурса |
| 2013                                             | Джулия Земиро и Сэм Панг                         | Австралия не являлась участником конкурса |
| 2014                                             | Джулия Земиро и Сэм Панг                         | Австралия не являлась участником конкурса |
| 2015                                             | Джулия Земиро и Сэм Панг                         | Ли Лин Чин                                |
| 2016                                             | Джулия Земиро и Сэм Панг                         | Ли Лин Чин                                |
| 2017                                             | Миф Уорхерст и Джоэл Криси                       | Ли Лин Чин                                |
| 2018                                             | Миф Уорхерст и Джоэл Криси                       | Рикардо Гонсалвис                         |
| 2019                                             | Миф Уорхерст и Джоэл Криси                       | Electric Fields                           |
| 2021                                             | Миф Уорхерст и Джоэл Криси                       | Джоэл Криси                               |
| 2022                                             | Миф Уорхерст и Джоэл Криси                       | Кортни Экт                                |
| 2023                                             | Миф Уорхерст и Джоэл Криси                       | Кэтрин Мартин                             |
| 2024                                             | Миф Уорхерст и Джоэл Криси                       | Дэниел Эстрин                             |
| 2025                                             | Кортни Акт и Тони Армстронг                      | Силия Капсис                              |

## Фотогалерея

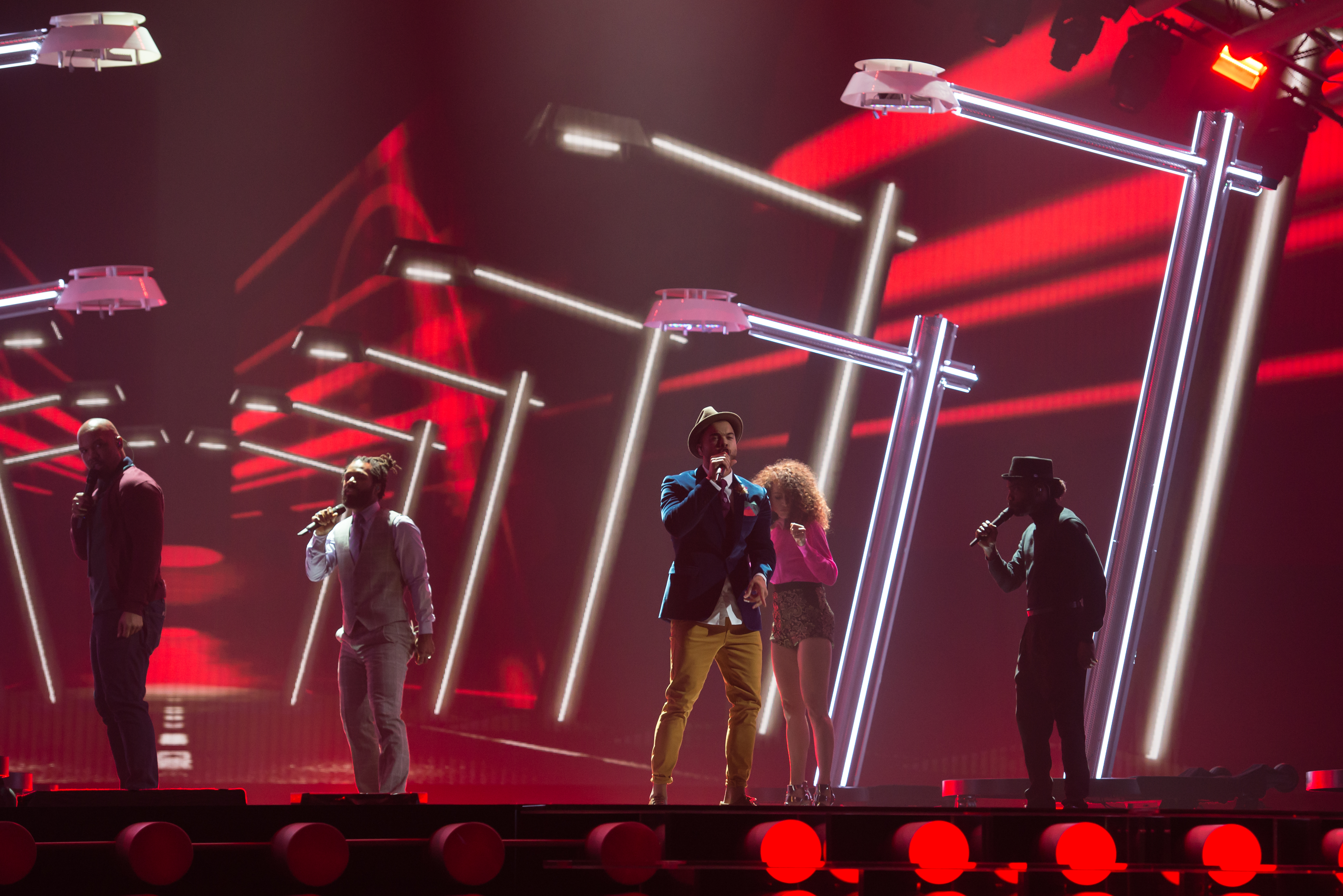
Гай Себастьян в Вене (2015)
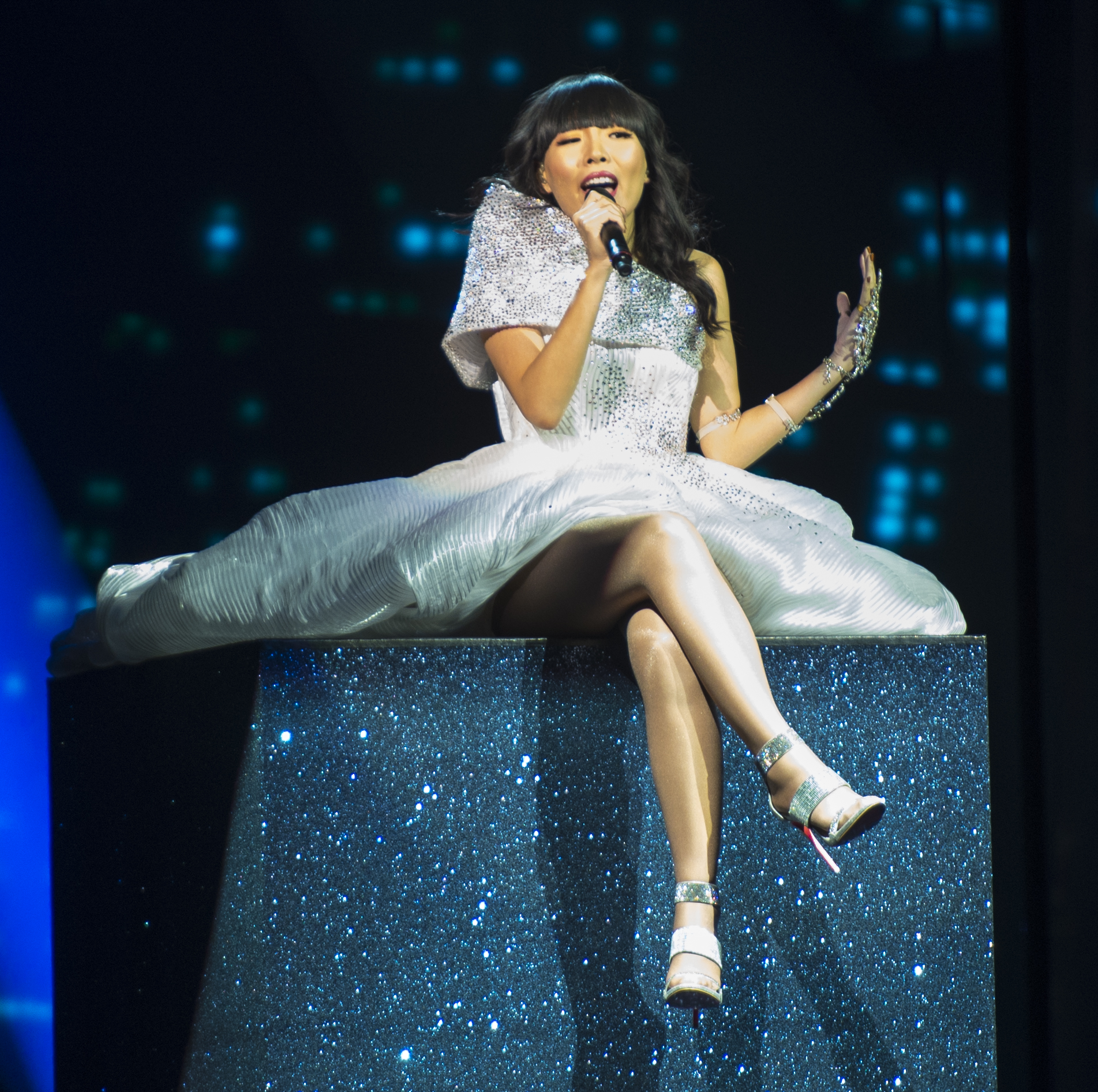
Дами Им в Стокгольме (2016)
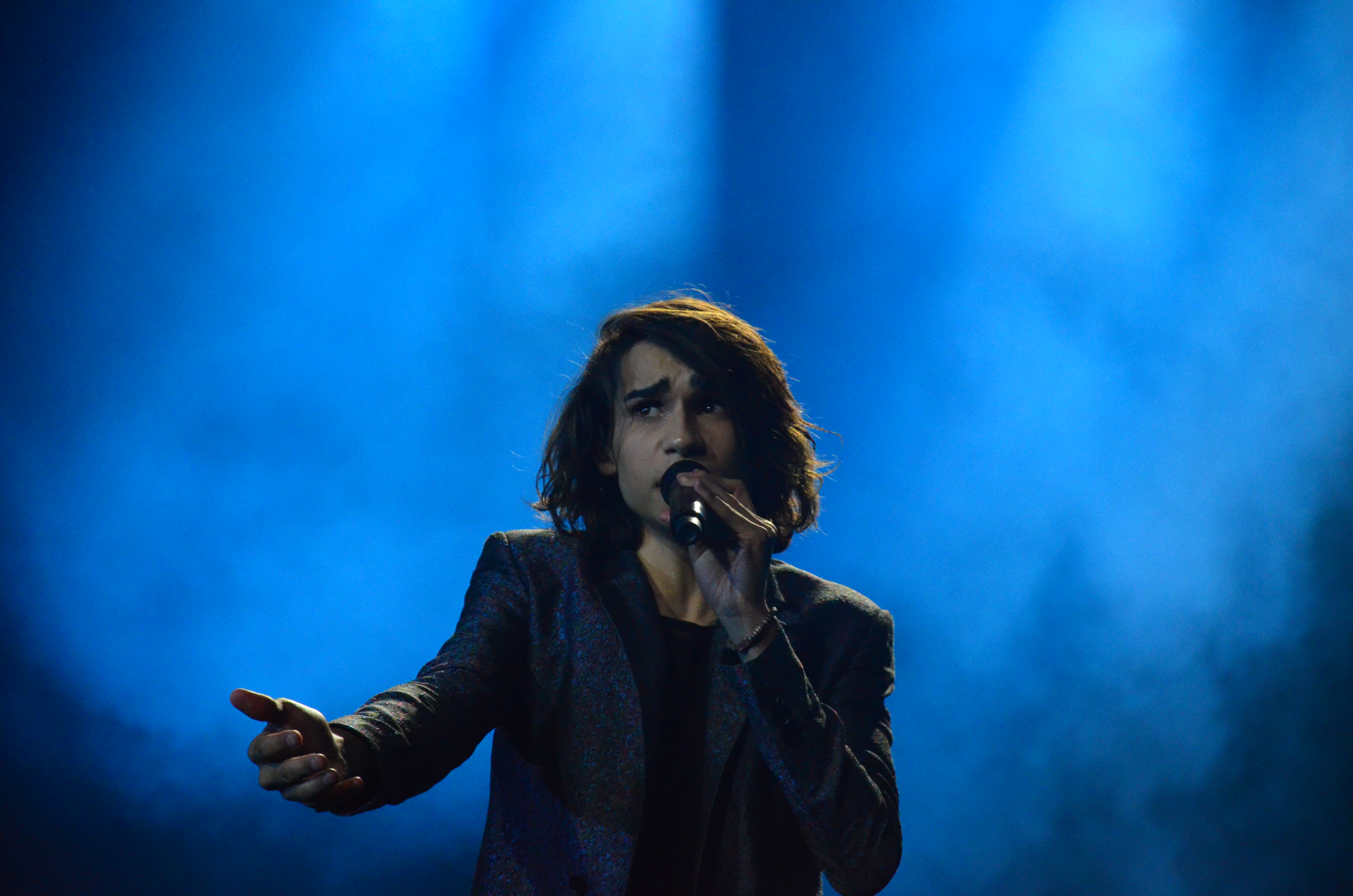
Исайя Файрбрейс в Киеве (2017)
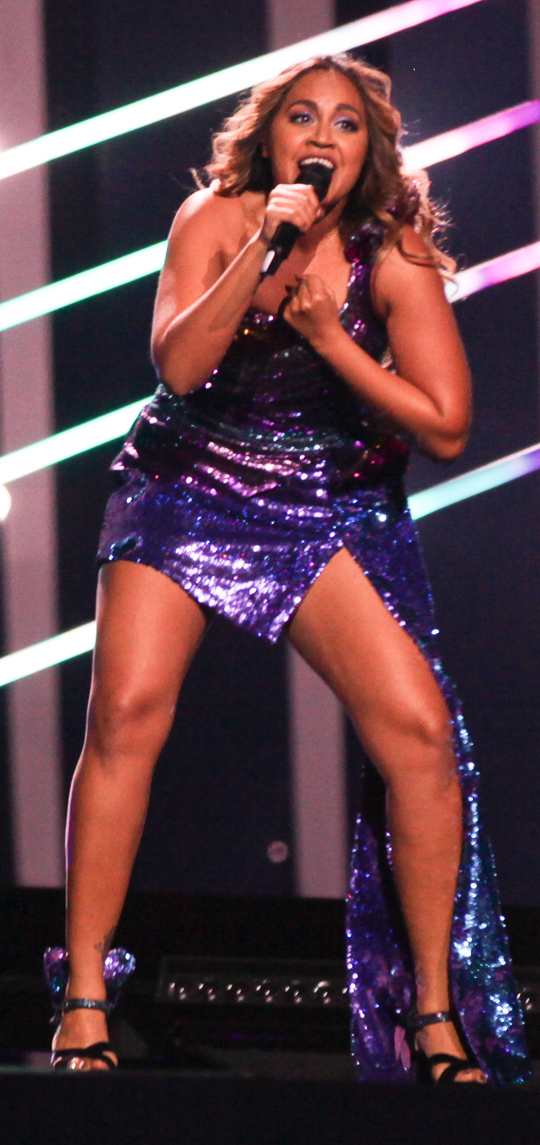
Джессика Маубой в Лиссабоне (2018)
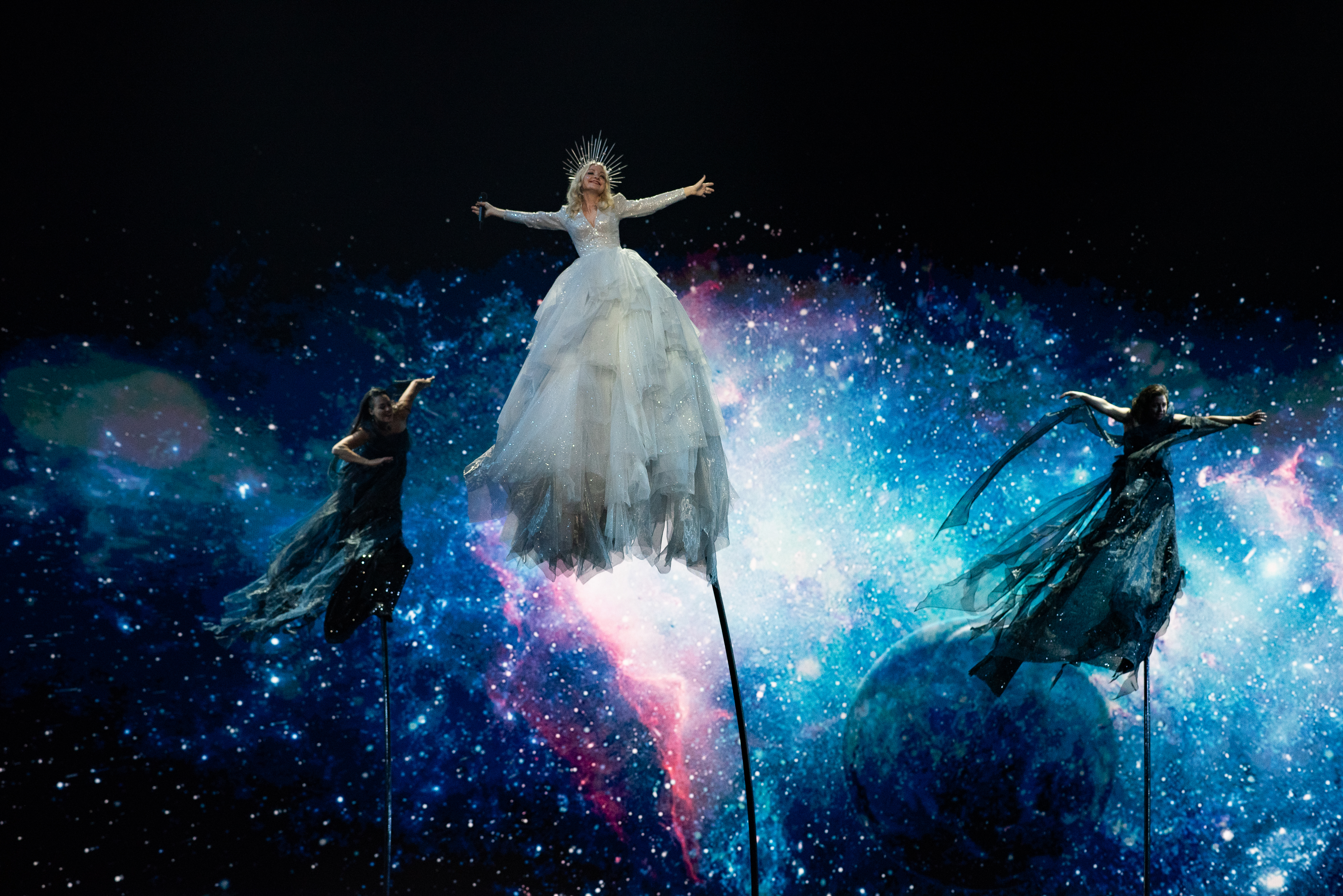
Кейт Миллер-Хайдке в Тель-Авиве (2019)
Монтень в Роттердаме по видеосвязи (2021)

### Комментарии
1. ↑  Европейский вещательный союз разрешил Австралии автоматически пройти в финал.
2. ↑  Конкурс был отменён из-за пандемии COVID-19.
3. ↑   Содержит повторяющиеся фразы на янкуньтятяра.
4. ↑  Содержит фразу на французском языке.